# اسکی مانتاش (کوزان)
اسکی مانتاش (به ترکی استانبولی: Eskimantaş) یک منطقهٔ مسکونی در ترکیه است که در قوزان (ترکیه) واقع شده‌است.